# Koumansetta rainfordi
Koumansetta rainfordi — вид риб родини Бичкових (Gobiidae). Особини сягають максимальної довжини 8,5 см.
Ареал охоплює західну частину Тихого океану. Населяє переважно коралові рифи, де зустрічається на глибинах від 2 до 30 м.
Іноді трапляється як акваріумна риба.